# Echinohelea leei
Echinohelea leei är en tvåvingeart som beskrevs av Wirth 1994. Echinohelea leei ingår i släktet Echinohelea och familjen svidknott.
Artens utbredningsområde är Colombia. Inga underarter finns listade i Catalogue of Life.